# Adham Hamed
Adham Hamed (* 30. September 1988) ist ein österreichischer Friedens- und Konfliktforscher.

## Werdegang
Adham Hamed lehrte und forschte an der Universität Innsbruck (Österreich), Haramaya (Äthiopien) und an der Universität Bagdad (Irak).
Seine Forschungsinteressen liegen im Bereich Konflikttransformation, Friedensprozesse sowie der Neutralitätspolitik. Regionale Schwerpunkte umfassen den Nahen und Mittleren Osten sowie das Horn von Afrika.  
Bis Juni 2023 war Adham Hamed Diplomat im Auswärtigen Amt der Bundesrepublik Deutschland. In dieser Rolle war er federführend für die Entwicklung der Hannah-Arendt-Initiative zum Schutz von Journalisten, Medienschaffenden und Verteidigern der Meinungsfreiheit verantwortlich. 
Seit Juli 2023 ist er Forschungsdirektor am Österreichischen Studienzentrum für Frieden und Konfliktlösung. 

## Publikationen
- mit Julia Huber, Hannes Naderer und Elena Zepharovich: Vom arabischen Erwachen zur dauerhaften Demokratie!? Postkonsensuale Bruchstellen der ägyptischen Revolution. In: Österreichisches Studienzentrum für Frieden und Konfliktlösung (Hrsg.), Bert Preiss (Projektleitung): Zeitenwende im arabischen Raum: Welche Antworten findet Europa? LIT Verlag, Wien Berlin und Münster 2012, ISBN 978-3-643-50362-6, S. 24–36.
- (als Herausgeber): Revolution as a Process: The Case of the Egyptian Uprising. Europäischer Hochschulverlag, Bremen 2014, ISBN 978-3-944690-25-4.
- Speaking the Unspeakable: Sounds of the Middle East Conflict. Springer, Wiesbaden 2016, ISBN 978-3-658-14207-0.
- mit Josefina Echavarría Alvarez und Noah B. Taylor: Elicitive Curricular Development: A Manual for Scholar-Practitioners Developing Courses in International Peace and Conflict Studies. Innsbruck University Press, Innsbruck 2019, ISBN 978-3-903187-79-5, PDF.
- mit Alba Losert und Armin Rabitsch: Elicitive Peace and Conflict Monitoring: A Pilot Study in Iraq. United Nations Development Programme Iraq, Baghdad 2020, PDF.
- What the Hell has gone Wrong in Egypt: An Inquiry with Elicitive Conflict Mapping. In: María do Mar Castro Varela, Barıș Ülker (Hrsg.): Doing Tolerance: Urban Interventions and Forms of Participation. Verlag Barbara Budrich, Opladen und Berlin 2020, ISBN 978-3-8474-2024-8, S. 253–266.
- mit Gutema Imana Keno und Juliana Krohn: Ownership and Belonging in International Academic Curriculum Development. In: Andreas J. Obrecht: Appear: New Pathways towards Participative Knowledge Production Through Transnational and Transcultural Academic Cooperation. Band 2, Studienverlag, Innsbruck-Wien-Bozen 2022, ISBN 978-3-7065-6108-2.
- mit Gutema Imana Keno und Juliana Krohn: Curricular Innovation in Peace and Development Studies Beyond Linear Thinking. In: Andreas J. Obrecht: Appear: New Pathways towards Participative Knowledge Production Through Transnational and Transcultural Academic Cooperation. Band 2, Studienverlag, Innsbruck-Wien-Bozen 2022, ISBN 9783706561082.

| Personendaten    | Personendaten                                   |
| ---------------- | ----------------------------------------------- |
| NAME             | Hamed, Adham                                    |
| KURZBESCHREIBUNG | österreichischer Friedens- und Konfliktforscher |
| GEBURTSDATUM     | 30. September 1988                              |